# Colour Me Kubrick (colonna sonora)
Colour Me Kubrick è una colonna sonora realizza  e composta dal cantante rock canadese Bryan Adams per il film Colour Me Kubrick: A True...ish Story  del 2006 diretto da Brian W. Cook.

## Tracce
1. I'm Not The Man You Think I Am (Bryan Adams / Gretchen Peters)
2. It's All About Me (Bryan Adams / Gretchen Peters)
3. Rely On Me (Bryan Adams / Eliot Kennedy)
4. Too Good To Be True (Bryan Adams / Eliot Kennedy)
5. Gift Of Love (Bryan Adams / Eliot Kennedy / Matthias Gohl)